# Ріо-Негро (річка в Патагонії)
Рі́о-Не́ґро (ісп. Río Negro — «чорна річка») — річка в аргентинській Патагонії, найбільша та найважливіша річка провінції Ріо-Неґро.
Назва річки є дослівним перекладом іспанською її індіанської назви Куру-Леуву (мапудунгун Curu Leuvu — Чорна Річка). Раніше річка також була відома під назвою Саусес.
Ріо-Негро бере свій початок у місці злиття річок Неукен і Лімай на сході провінції Неукен і тече на схід-південний схід до Атлантичного океану, куди впадає поблизу міста Ель-Кондор, що за 30 км на південь від В'єдми. Ріо-Неґро також є природною межею між провінціями Ріо-Неґро і Буенос-Айрес.
Ріо-Негро має алохтонний характер, не має приток, але утворює велику кількість меандрів і островів.
Долина річки є найбільш плодючою і густозаселеною у Патагонії. Її поділяють на три частини:
- Верхів'я (ісп. Alto Valle) на заході, де знаходяться зокрема міста Хенераль-Рока і Чиполлетті
- Середина (ісп. Valle Medio) із центром у місті Чоеле-Чоель
- Низина (ісп. Valle Inferior), де знаходиться місто В'єдма

| Аргентина | Це незавершена стаття з географії Аргентини. Ви можете допомогти проєкту, виправивши або дописавши її. |